# Maria Àngels Gardella i Quer
Maria Àngels Gardella i Quer (Figueres, 5 de maig de 1958) és una escriptora i professora, llicenciada en filologia de la Universitat Autònoma de Barcelona (1981).
Ha estat ensenyant als Instituts Ramon Muntaner i Cendrassos de Figueres. Autora sobretot de literatura infantil i juvenil amb una producció de més de vint títols, quatre han estat premiats: Un armariet, un cofre i un diari (1981, premi Crítica Serra d'Or 1982), En Gilbert i les línies (1983, premi Folch i Torres), Els ulls del drac (1988, premi Nacional de Literatura 1991) i El mar i el desig (1993, premi Joaquim Ruyra). Entre els llibres per a joves també destaquen: Una casa a la vora de l'estació (1991), Les ulleres màgiques (1992), Bèsties petites (1993), La pluja del sud (1996), Si la lluna parlés (1997) i Història d'un arbre (1998). Bona part d'aquestes obres han estat il·lustrades per Joan Antoni Poch (JAP), el seu marit.
Traductora ella mateixa i estudiosa de les trobairitz, els seus llibres han estat traduïts a l'aranès, basc, castellà, francès, gallec, neerlandès, finès i coreà. Ha col·laborat en premsa i en tires còmiques de JAP, com ara La Quima Guspira i els falsificadors (Presència, 1990); ha escrit el conte musical L'Estel Passerell, il·lustrat per JAP i estrenat per l'Orquestra de Cambra de l'Empordà, i La cançó del mussol per a la Jove Orquestra de Figueres; també ha escrit les obres dramàtiques El drac Andreu (1984) i el Monòleg per a violoncel solista (1992), i la novel·la El mestre de dibuix (1998).